# Tolvstegsprogram
Tolvstegsprogram är en stor samling andliga program mot beroende och tvångsmässiga beteenden som bygger på gemensamma principer komna ur Anonyma Alkoholisters (AA) tolv steg och tolv traditioner. Litteraturen för respektive förening nämner en kärleksfull andlighet, och metoden bygger på tron på en "högre kraft", men är inte bunden till en specifik religion. De finns lokalt spridda i hela världen. Bland de i Sverige verksamma finns:
- Anonyma Alkoholister
- Anonyma Narkomaner (NA)
- Anonyma Kokainister (CA)
- Anonyma Matmissbrukare (FAA)
- Anonyma överätare (OA)
- Anonyma Spelare (GA).
- Anonyma arbetsnarkomaner/Workaholics Anonymous (WA)
- Al-Anon/Alateen (AAs anhöriggrupp)
- Emotions Anonymous (EA)
- Vuxna barn till alkoholister och från andra dysfunktionella familjer (ACA)
- Anonyma sex- och kärleksberoende (SLAA)
- Drug Addicts Anonymous (DAA)
- Anonyma tillfrisknande par (RCA)
- Co-Anon Familjegrupper (CAs anhöriggrupp)
- CO-Dependents Anonymous (CODA) Medberoende/Love Addiction
- Criminal and gangmembers anonymous (CGA)
- Debtors Anonymous (DA) Annonyma Gäldenärer
- Business Debtors Anonymous (BDA)
- Underearner Anonymous (UA)
- non-aproved ?: Recoveries Anonymous (RA)
- non-aproved ?: Cleptomaniacs And Shoplifters Anonymous (CASA)
- Nar-Anon (NAs anhöriggrupp)

## Hjälpen rent praktiskt
Det andliga handlingsprogrammet, uppbyggt kring 12 steg går i stort sett ut på att få hjälp med att:
- erkänna att man har ett allvarligt problem, ett problem som personen med egen vilja inte kan kontrollera
- erkänna att "en högre kraft" kan hjälpa en att lösa problemen
- leta efter och erkänna egna fel och brister
- be den högre kraften om hjälp med att bli av med dessa fel
- bekänna och rätta till fel man begått emot andra
- hjälpa sig själv genom att hjälpa andra med samma problem

## Kritik
Framför allt kritiseras tolvstegsprogrammen för att vara präglade av religion, en kritik som tenderar att förbise det faktum att ingen särskild religiös åskådning äger företräde, samt att det är upp till den enskilde deltagaren att efter eget gottfinnande definiera begreppen "högre kraft" och Gud. Det hindrar inte att ateister och agnostiker kan ha problem med upplägget.